# Eugénie Guillou
Pour les articles homonymes, voir Guillou.
Eugénie Guillou, née le 13 septembre 1861 à Paris et morte le 19 août 1933 à Angers, est une religieuse, prostituée et proxénète française, également connue sous les noms de Guillou de Launay et de la Religieuse. Adepte du fouet et de la fessée, ses mises en scène sexuelles en font un personnage important du Paris des maisons closes et du libertinage du début du XXe siècle.

## Biographie

### Jeunesse
Eugénie Guillou est née le 13 septembre 1861 dans le 18e arrondissement de Paris de Théodore Julien Guillou (1836-1880) et de Marie Eugénie Delauney (1838-1916), tous deux faïenciers. Eugénie a trois frères, Jules Frédéric (1863), Lucien Jules (1865-1946) et Edgard Philippe (1878).
À la naissance d'Edgar Philippe, son père se fait appeler Comte de Guillou de Launay de Piedlevey de la Picardière et sera appelé Comte de Launay sur son acte de décès. Ses titres de noblesse sont faux et Eugénie Guillou dira plus tard que les Guillou qui sont négociants et rentiers, finiront ruinés par un revers de fortune. 
Eugénie Guillou fait ses études au pensionnat des sœurs de la Providence, à Montigny-le-Gannelon et obtient en 1878 son brevet de second ordre. Elle devient sous-maîtresse dans une école à Vincennes.

### Entrée dans les ordres
Le 5 juin 1880, elle rejoint la congrégation des sœurs de Sion comme postulante et après son noviciat, elle devient sœur enseignante en 1882. Entre-temps, la mort de son père en juillet 1880 la laisse sans appui.
Devenue sœur Marie-Zenaïde après avoir prononcé sa profession de foi, elle est envoyée de 1882 à 1890 en Roumanie dans la communauté de Iași. 
Le 20 juillet 1892, le Conseil des sœurs de Sion prononce son exclusion et celles d'une autre religieuse professe de chœur, sœur Marie-Andrea, et d'une religieuse professe converse, sœur Marie-Saturnine. Les raisons du refus opposé à la prononciation des vœux perpétuels d'Eugénie Guillou seraient dus au fait qu'ayant été orpheline, elle ne versait plus d'argent au couvent, ainsi qu'à un comportement hystérique causé par les pratiques disciplinaires auxquels elle était astreinte et qui pervertissait les autres religieuses,. 
Un accord de dédommagement en sa faveur est conclu le 3 janvier 1893, pour un montant de 2 000 F. Eugénie Guillou doit alors consentir à renoncer à tous ses droits et réclamations au sujet du congé qui lui a été donné.
Le 31 janvier 1900, elle assigne la congrégation des sœurs de Sion devant la première chambre du tribunal civil de la Seine en exigeant la somme de 24 000 F (à titre d’appointements comme institutrice) et une indemnité qu'elle estime à 25 000 F (de dommages-intérêts à raison du congé reçu). Le 29 janvier 1902, Eugénie Guillou et son avocat Jules Froissart sont déboutés par ce même tribunal au profit de la congrégation et de leur avocat, Jules Auffray. Le tribunal a jugé que les problèmes de santé d'Eugénie Guillou qui seraient apparus lorsqu'elle vivait au sein de la congrégation étaient connus lors de la transaction à l'amiable du 3 janvier 1893, mettant de fait un terme à toute réclamation de sa part.

### Prostitution
De 1894 à 1901, Eugénie Guillou travaille comme gouvernante, enseignante et servante chez une proxénète.
Commence une période où elle poste dans les journaux sous différents pseudonymes, comme Georgina, des annonces où elle se présente comme institutrice diplômée ayant professé dans un couvent et donnant des cours particuliers. Elle écrit aussi qu'elle demande des leçons et parfois en échange de celles qu'elle donne (elle reçoit une lettre lui donnant rendez-vous au Palais-Royal à Paris avec un monsieur du meilleur monde) puis sous le pseudonyme de Madame de Florinval, se présentant comme dame du monde, très distinguée, donnant des cours d'anglais et de français à des élèves expérimentés, avenue Wagram,.
Elle poste fin 1902, dans le quotidien Le Journal une petite annonce particulière qui est à l'opposé des habituels cours d'anglais et de français et où elle écrit : « Recevoir le fouet est chez moi une passion, un besoin. Si vous pouvez me trouver un monsieur aisé aimant fesser la femme, je vous dédommagerai généreusement. ». 
La police s’intéresse alors à elle et ordonne une enquête. L’inspecteur adjoint Martin Pages indique qu'Eugénie Guillou se fait appeler Guillou de Launay et note dans son rapport du 3 octobre 1902 : « La nommée Guillou de Launay a fait connaissance d’une jeune fille âgée de vingt et un ans, soi-disant, mais qui habillée en jupe courte n’en paraît pas plus de quatorze. De plus, elle a rencontré l’abbé Bouteyre, à eux trois ils font des scènes de proxénétisme dans lesquelles on fouette la petite fille ».
Eugénie Guillou toujours sous le pseudonyme de Madame de Florinval donne des cours d'anglais tous les après-midi, rue Saussure à Paris. Les cours d'anglais sont un prétexte pour des cours bien particuliers puisqu'elle donne les cours, habillée en religieuse et les jeunes femmes qui suivent ses cours sont habituellement nues. Les cours se font dans un grand salon, séparé en deux parties par un rideau rouge percé de trous. D'un côté se tient Eugénie Guillou et ses élèves, et de l'autre, les voyeurs,,,.
Un indicateur de la police se déplace chez elle en décembre de la même année en se faisant passer pour un potentiel client. Eugénie Guillou lui explique : « Eh bien voici, j’ai cherché dans tout Paris des jeunes filles toutes minces, petites et paraissant à peine treize à quatorze ans. Je les fais venir moyennant une modique somme et leur fais la classe dans la salle d’études sur le côté de laquelle est placé un rideau percé de deux trous, le premier à hauteur des yeux, le deuxième à hauteur des boutons de votre pantalon. » L'indicateur prend rendez-vous et rend compte à ses supérieurs : « Il y aura trois fillettes. Nous avons essayé le rideau pour voir si la hauteur correspond à la… mienne. Elle me mettra aussi un loup sur la figure afin que les fillettes, si elles me rencontrent dans la rue, ne puissent me reconnaître. J’ai demandé, afin que vous puissiez bien établir le délit sans aucun embarras, qu’elle fera entièrement déshabiller les fillettes. » 
Le 10 décembre 1902, Lespine, commissaire du service des garnis, Charles Badin, inspecteur principale et René Gaud, brigadier, se déplacent chez elle et prennent les délinquants en flagrant délit. Une perquisition est faite et l'on trouve des livres à caractère obscène et divers objets identiques à ceux dont se servent les religieuses de la congrégation des sœurs de Sion. Les policiers constatent que les trois fillettes ont entre vingt et vingt-deux ans. Eugénie Guillou et les trois femmes sont arrêtées le 12 décembre pour prostitution clandestine et attentat aux mœurs et brièvement incarcérées à la prison Saint-Lazare.

### Femme galante
Elle est de nouveau incarcérée en janvier 1903 lors d'une enquête sur ses activités de « femme galante ». Selon une pratique alors courante, elle utilise les petites annonces de la presse pour proposer des rendez-vous. Elle s'y pose en adepte du fouet, tantôt passive, jouant le rôle de victime complaisante, tantôt active, bourreau qui choisit de jeunes proies pour satisfaire des amateurs-voyeurs, et, dans tous les cas, contre rémunération. Les tarifs qu'elle indique sont à la mesure des services très particuliers qu'elle rend.
Elle ouvre une maison de rendez-vous rue de Berlin en mars 1903 et utilise a cette période d'autres pseudonymes comme « Sœur Raphaëlle », « Madame Erzy », « Boislorey », « Madame Delaunay », « Madame Dulac » ou « La Religieuse »,. Elle n’hésite pas à assurer sa tranquillité en dénonçant la concurrence auprès du commissaire de police de son quartier. Elle répond en effet aux accusations de ses rivales sur le marché parisien, et devient bientôt un des indicateurs privilégiés de la brigade des mœurs.
Elle fait preuve d’une imagination débordante dans la rédaction de ses petites annonces, car en août 1903 dans une annonce parue dans La Lanterne, sous le pseudonyme de « Madame de Florinval », elle se présente comme une belle jeune femme originaire de Circassie ayant joué sur les plus grandes scènes parisiennes . Elle joue aussi la vogue du fouet à des fins amoureuses que connaît la fin du siècle. 
Pour illustrer son surnom de « La Religieuse », elle se fait tirer trois portraits en pied par un photographe, deux la représentant en religieuse, la troisième le sein dénudé. Elle utilise les désirs masculins comme gagne-pain mais elle situe son activité à un niveau élaboré. En effet, elle ne pose pas comme « corps à vendre », mais comme partenaire à la recherche de comparses-complices, d'où l'importance déterminante de sa tenue que la photographie divulgue et magnifie.
En septembre 1903, toujours sous le pseudonyme de « Madame de Florinval », elle se présente comme institutrice diplômée et propose des massages dans son appartement de la rue de Berlin.
Elle ouvre une seconde maison de rendez-vous rue de la Victoire à Paris en décembre. Sur sa carte de visite, on peut lire : « Madame Lucie Raymond, élégant pied à terre, appartement meublé, chambre au mois et à la journée. Visible de 2 heures à 7 heures, semaine, dimanche et fêtes. 54, rue de la Victoire, 2e étage, maison bourgeoise. » Et au dos de la carte : « Une chambre bien garnie sera mise à titre gracieux à la disposition de M. Lespine toutes les fois que la chose lui sera agréable. »
On la retrouve également sous le pseudonyme de « Madame Erzy » en 1906.

### Proxénétisme
Devenue proxénète et femme d'affaires, elle ouvre l'établissement Beauty Salon, rue de Turbigo en 1907. Ce dernier devient l'Institut Beauty Palace en 1909, qu'elle quitte en 1911. 
Les années 1903 à 1907 semblent avoir été les plus prospères : rue de la Victoire, elle a jusqu'à sept ou huit filles sous ses ordres, soumises au contrôle médical, et propose à ses clients de multiples services : « Plaisirs lesbiens, bains et massages divers, voyeurisme. Un rapport de police, plutôt que les énumérer, préfère les mentionner par un double « Etc. ». » Elle déguise des jeunes femmes en mineures pour les corriger tandis que des messieurs espionnent derrière un rideau. Le règlement intérieur de son établissement est : « Les dames ont la permission de donner leur adresse aux visiteurs et de les recevoir chez elles sans que la directrice puisse s’en formaliser ou réclamer la moindre commission à ce sujet. Le soleil luit pour tout le monde, chacun a le droit d’en profiter. »
Eugénie Guillou envoie une lettre à Monsieur Lefils, service des garnis de la préfecture de police, le 12 octobre 1912, pour proposer ses services : « Tout ce qui se rapporte à la police secrète m’a toujours beaucoup intéressée et attirée. J’aurais le plus grand plaisir à me voir devenir actrice dans la recherche des crimes ou des délits, ayant l’imagination fertile en expédients et trucs de toutes sortes à cet effet. En me présentant par exemple dans une maison de rendez-vous comme une mère voulant livrer sa fillette, je pourrais parfois vous donner d’utiles renseignements sur les tenancières que vous suspectez de faire ce trafic abominable. » 
Cette demande à la préfecture de police sera sans suite et elle cherche alors à trouver un mari par petite annonce. Il est temps, elle a cinquante-deux ans : « Naguère fleur ignorée dans l’ombre d’un cloître, âge moyen physique sympathique nature mystique et douce regrettant la vie austère d’antan, que n’ai-je un foyer me la rappelant ! Quel mari d’âge sérieux, aisé, aimant et ferme réalisera mon rêve ? ».

### Mariage
Le 21 septembre 1916, elle épouse, à la mairie du 18e arrondissement de Paris, John Dillon MacCormack (1891-1973), docteur irlandais de trente ans son cadet. 
La même année, elle est condamnée à un an d'emprisonnement et 500 francs d'amende pour le délit d'outrage aux bonnes mœurs. Le jugement est fondé sur la production de documents découverts chez elle par un commissaire de police lors d'une perquisition. La Cour de cassation annule en 1917, la condamnation de la cour d'appel de 1916 car la perquisition s'est faite sans délégation du juge d'instruction,.
John Dillon MacCormack prend part à la Première Guerre mondiale au sein de la Royal Army Medical Corps, au grade de capitaine de l'armée britannique. Il est grièvement blessé par un obus allemand. Conduit au Milbank Hospital le 19 décembre 1916 et emmené au Bathurst House Hospital le 27 janvier 1917, ses chances de survie sont jugées faibles. Il retourne à Dublin où il reste pendant près de six ans paralysé de la taille aux pieds. MacCormack devra sa guérison à une visite en 1921 auprès d'un chirurgien de Londres spécialisé dans son cas. Il remarchera et gagnera notamment la compétition de golf de l'Irish Close Championship en 1923, 1924 et 1927 et le tournoi de Cork Golf Club en 1927. Il deviendra aussi l'un des meilleurs épidémiologistes d'Irlande. Eugénie Guillou ne semble pas avoir suivi son mari en Irlande et on perd ensuite sa trace.

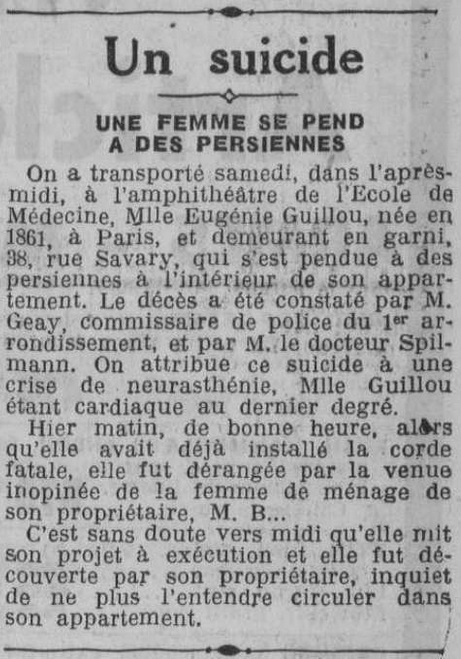
Annonce de la mort d'Eugénie Guillou parue dans le Petit courrier du 20 août 1933.

### Fin de vie
Eugénie Guillou se suicide à Angers en garni, au 38 rue Savary, le 19 août 1933, en se pendant aux persiennes de sa chambre. Elle souffrait de problèmes cardiaques et de neurasthénie tout en manquant de ressources,. John Dillon MacCormack se remarie le 20 novembre 1933 en Irlande avec Jane Walker mais n'aura pas d'enfant.

## Attrait pour le fouet
Selon Daniel Grojnowski, seul historien à s’être intéressé à Eugénie Guillou, c’est lors de son séjour au sein de la congrégation des sœurs de Sion qu’elle aurait découvert les plaisirs du fouet. Ce châtiment corporel était alors plus que courant pour éduquer les jeunes filles. Mais plutôt que de subir une correction, elle éprouve du plaisir à se faire fesser.
Pour l'historien, « quoi qu'il en soit, les voluptés qu'elle éprouve en se laissant fouetter ou en fouettant un inconnu relèvent d'une libido singulière, moins masochiste ou sadique qu'auto-érotique, puisque la mise en scène du scénario auquel elle prend part comme actrice, lui apparaît condition sine qua non de l'orgasme ».
Cependant, lorsque l'on lit de la plume d'Eugénie Guillou que « recevoir le fouet est chez moi une passion, un besoin », on a du mal à penser qu'elle n'est pas masochiste et qu'elle vivrait seulement une libido singulière et auto-érotique.

## Dossier de police
Les principales informations disponibles sur les activités d'Eugénie Guillou reposent sur le dossier de police BA no 1689 retrouvé par Daniel Grojnowski. Celui-ci justifie son intérêt pour ce document et pour ce personnage en ces termes : « Ce qui m'a fasciné, c'est l'extrême énergie et la totale solitude d'une femme qui lutte avec les moyens dont elle dispose, alors qu'elle se dit elle-même sans beauté, dénuée d'attraits particuliers. Elle ne renonce jamais à rester « indépendante », seule contre tous, à la manière d'un chef d'entreprise qui prend en main son destin et, du même coup, tous les risques. »